# A nagyrozsdási eset
A nagyrozsdási eset 1957-ben bemutatott fekete-fehér magyar filmszatíra, kisvárosi komédia Zenthe Ferenc, Páger Antal  (hazatérése utáni első filmje volt) és Sinkovits Imre főszereplésével. A forgatókönyv Gyárfás Miklós az Irodalmi Újságban 1954-ben megjelent Cseresznyési eset című írása alapján készült. A filmet 27 évre betiltották, így csak 1984-ben kerülhetett közönség elé.

## Cselekmény
Barka Sándor borellenőr és sofőrje útjuk során Nagyrozsdásra, az álmos és korrupt kisvárosba érkeznek. A tréfás sofőrnek köszönhetően Barkát miniszternek hiszik, ráadásul az is elterjed, hogy a masszőr rokona. A város vezetői megijednek az ellenőrzéstől, és vesztegetéssel próbálják eltussolni visszaéléseiket. Gábriel, a masszőr pedig kihasználva a számára kedvező helyzetet, harcot indít a nők fürdőhasználati jogáért.

„Egyszer volt Magyarországon olyan miniszter, aki nem is létezett, mégis mindent elintézett.”

## Szereposztás
- Bánhidi László – Bilinszky, pedikűrös
- Fónay Márta – Koronkainé, Halapálné nővére
- Gáti József – Halapál Ödön fürdőigazgató és öccse (kettős szerepben)
- Lorán Lenke – Szitáné
- Mányai Lajos – Szita Nándor vegytisztító
- Náray Teri – Csüdörné
- Páger Antal – Barka Sándor, borellenőr, miniszternek hiszik
- Pethes Ferenc – Kásás
- Pethes Sándor – Brunner Ákos, hírlapíró
- Rajz János – Csüdör Bálint, segédadóellenőr
- Sinkovits Imre – Gábriel Mihály ”Miska”, masszőr
- Sulyok Mária – Halapálné, Koronkainé húga
- Tompa Sándor – Koronkai János, tanácselnök
- Zenthe Ferenc – Vizi Zsiga, sofőr
- Zilahy Hédi– Dallos Irén, kenyereslány, Miska menyasszonya
- Suka Sándor – Sanyi, pincér
- Lédeczi Antal – Férfi a fürdőben
- Farkas Antal, Makláry János, Vándor József, Dömsödi János, Misoga László – fürdődolgozók
- Rafael Márta - A táncmulatságon az énekesnő, illetve a film főcímdalának előadója
- Szemethy Endre, Kibédi Ervin - A kisrozsdási borkostolás résztvevői
- Garas Dezső - A rikkancs a fürdő előtt, mikor a "miniszter" megérkezik Nagyrozsdásba a film elején

További szereplők: Bikády György, Harsányi Rezső, Hlatky László, Id. Szabó Gyula, Mátrai György, Siménfalvy Sándor, Sugár Lajos

## Forgatási helyszínek
- Király gyógyfürdő[2]
- Selyemgombolyító (Óbuda)[3]
- Székesfehérvár[4]

## Televíziós megjelenés
MTV1 / M1, MTV2 / M2, Duna TV / Duna, TV2 (1. logó), RTL Klub, Filmmúzeum, Szolnok TV, Duna World, M3, M5, Hír TV